# R Circini
R Circini är en halvregelbunden variabel av SRB-typ i Cirkelpassarens stjärnbild.
Stjärnan var den första i Cirkelpassarens stjärnbild som fick en variabelbeteckning. Den varierar mellan magnitud +10,2 och 12,1 med en period av ungefär 222 dygn. 

## Fotnoter
1. ↑  Variabelstjärnornas beteckningar börjar med bokstäverna R-Z, därefter A-Q , följt av RR-ZZ och AA-QQ, varefter de börjar betecknas med bokstaven V och ett ordningsnummer, från och med V335.